# روبرت بي. ريدمان
روبرت بي. ريدمان (بالإنجليزية: Robert B. Redman)‏ هو ضابط أمريكي، ولد في 6 سبتمبر 1908 في ساير في الولايات المتحدة، وتوفي في 9 يونيو 1960 في إيست أورانج في الولايات المتحدة بسبب نوبة قلبية.